# Sparkasse Gießen
Die Sparkasse Gießen ist eine öffentlich-rechtliche Sparkasse mit Sitz in Gießen in Mittelhessen. Ihr Geschäftsgebiet ist die Stadt und große Teile des Landkreises Gießen.

## Organisationsstruktur
Die Sparkasse Gießen ist eine Anstalt des öffentlichen Rechts. Rechtsgrundlagen sind das Sparkassengesetz für Hessen und die durch den Verwaltungsrat der Sparkasse erlassene Satzung. Organe der Sparkasse sind der Vorstand und der Verwaltungsrat. Träger der Sparkasse ist der Sparkassenzweckverband Gießen, dem folgende Gebietskörperschaften angehören: Allendorf (Lumda), Buseck, Fernwald, Gießen, Heuchelheim an der Lahn, Langgöns, Lich, Linden, Lollar, Pohlheim, Reiskirchen, Staufenberg sowie der Landkreis Gießen.

## Geschäftsausrichtung
Die Sparkasse Gießen ist in Stadt und Landkreis Gießen mit Filialen in Allendorf (Lumda), Buseck, Fernwald, Gießen, Heuchelheim, Langgöns, Lich, Linden, Lollar, Pohlheim, Reiskirchen und Staufenberg vertreten. Eine Online-Filiale und ein eigenes telefonisches Kunden-Service-Center ergänzen das Vertriebsnetz.
Das Leistungsspektrum der Sparkasse umfasst die Beratung und Betreuung in allen Fragen rund um Finanzdienstleistungen für Privat-, Firmen- und Kommunalkunden.

## Tochtergesellschaft
Für das Auslandsgeschäft wurde 2006 in Kooperation der Sparkassen Gießen, Grünberg und Wetzlar die gemeinsame Gesellschaft S-International Mittelhessen gegründet. Inzwischen ist das Unternehmen auch für die Sparkassen Dieburg, Dillenburg, Fulda, Gelnhausen, Groß-Gerau, Langen-Seligenstadt, Laubach-Hungen, Marburg-Biedenkopf, Oberhessen, Offenbach, Weilburg und die Frankfurter Sparkasse Ansprechpartner im Auslandsgeschäft. 

## Sparkassen-Finanzgruppe
Die Sparkasse Gießen ist Teil der Sparkassen-Finanzgruppe und gehört damit auch ihrem Haftungsverbund an. Er sichert den Bestand der Institute und sorgt dafür, dass sie auch im Fall der Insolvenz einzelner Sparkassen alle Verbindlichkeiten erfüllen können. Die Sparkasse vermittelt Bausparverträge der regionalen Landesbausparkasse, offene Investmentfonds der Deka und Versicherungen der SV SparkassenVersicherung. Im Bereich des Leasing arbeitet die Sparkasse Gießen mit der  Deutschen Leasing zusammen. Die Funktion der Sparkassenzentralbank nimmt die Landesbank Hessen-Thüringen wahr.

## Gründungsgeschichte
Die beiden Großherzoglichen Kreisräthe des Kreises Gießen und des Kreises Grünberg – schon damals gelegentlich als Landräthe bezeichnet – luden mit einem Schreiben vom 22. Dezember 1833 und durch Bekanntmachungen im „Kreisblatt und Wochenblatt für die Stadt Gießen“ diejenigen Einwohner aus beiden Kreisen, die sich für das Gedeihen des Instituts interessierten und ihm als Mitglied beitreten wollten, zur Gründung eines „Vereins für Errichtung einer Kredit- und Sparkasse für die Kreise Gießen und Grünberg“ am 6. Januar 1834 in das Gasthaus „Zum Einhorn“ in Gießen ein.
Als Mitglieder wurden zunächst nur Privatpersonen aufgenommen, und zwar „Männer, welche sich für das Gedeihen der Sache interessierten“. So gehörten dem Verein als persönliche Mitglieder Vertreter staatlicher Behörden, Bürgermeister, Gemeinderechner, Pfarrer, Lehrer und Universitätsprofessoren ebenso an wie zahlreiche Männer aus verschiedenen Wirtschaftszweigen: Die „Tabacksfabrikanten“ Schirmer, Busch und Gail, zudem als Angehörige des Handwerks Wagnermeister, Seilermeister, Buchbinder, Schuhmacher, Schlosser, Müller, Büchsenmacher sowie Kaufleute, Buchhändler, Apotheker und Angehörige des Handels. Sie alle (118 aus dem Kreis Gießen und 32 aus dem Kreis Grünberg) gründeten am 19. März 1834 die „Spar- und Leihkasse für die Kreise Gießen und Grünberg“. Das erste Geldinstitut in Gießen nahm auch sofort in der Braugasse 2 seinen Geschäftsbetrieb auf. Am Ende des Jahres 1834 betrugen die „verfügbaren Fonds“ bereits 20.234 Gulden und 40 Kreuzer.

## Gesellschaftliches Engagement
Die Sparkasse Gießen und ihre gemeinnützige Stiftung unternehmen zahlreiche Förderaktivitäten für das Gemeinwohl.
- Bildung, Soziales und Fürsorge
- Forschung, Wissenschaft und Wirtschaft
- Kunst und Kultur
- Sport